# Lleona de Baena
La Lleona de Baena és una escultura ibera de pedra calcària datada a la fi del segle vi aC. Va ser trobada al jaciment arqueològic del Cerro del Minguillar, situat en la localitat de Baena (Província de Còrdova, Andalusia on es troben les restes de l'antiga Iponuba, ciutat d'Iberia - romana pertanyent a la regió Bètica.

## Història

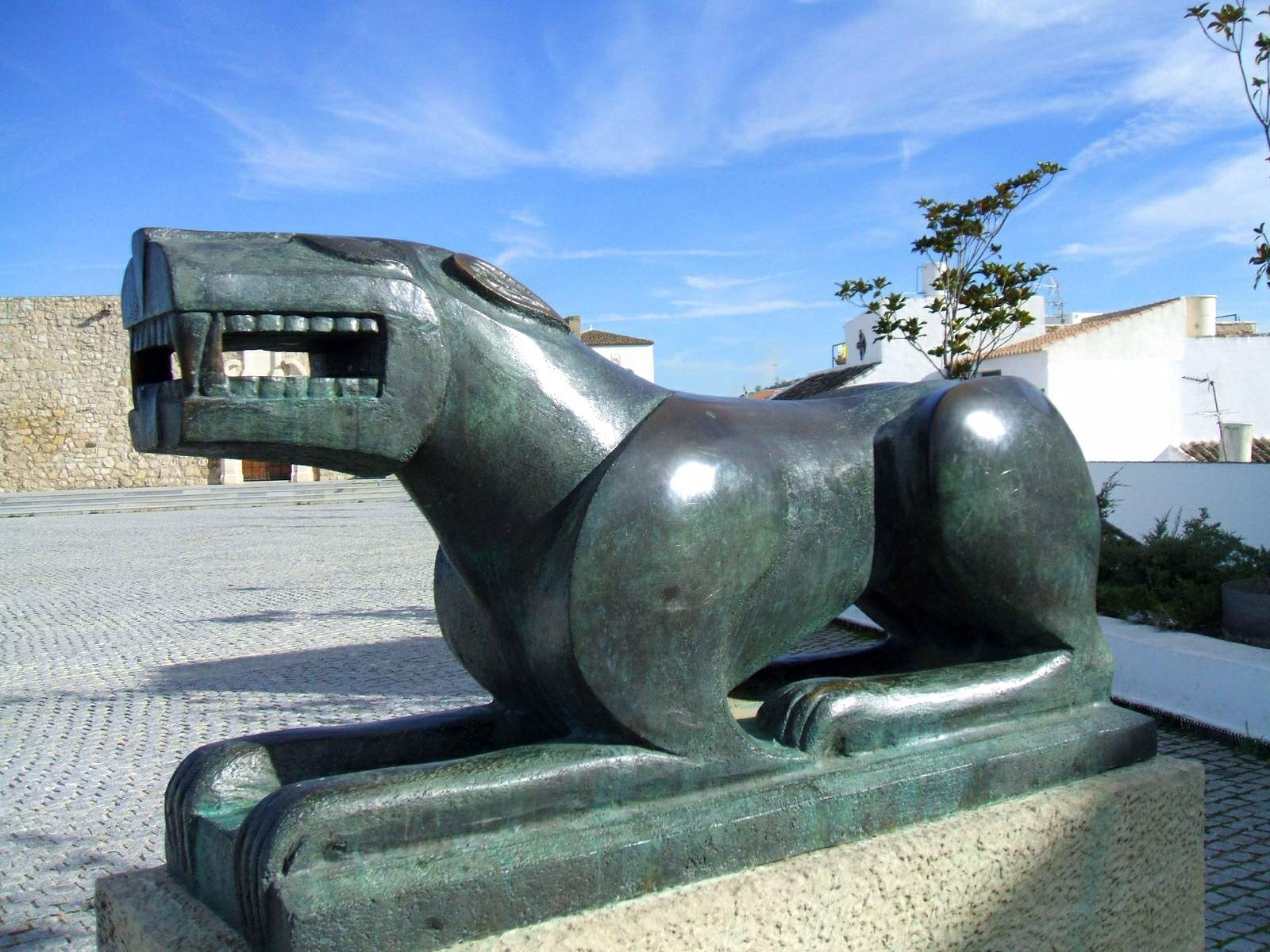
Reproducció en bronze de la Lleona a la ciutat de Baena

Representa una lleona tombada i en actitud amenaçadora, està tallada solament per la banda frontal, ja que se suposa que estaria adossada a la tomba, segurament part d'un monument, estaria protegint simbòlicament al personatge enterrat.
L'escultura està exposada en el Museu Arqueològic Nacional d'Espanya (Madrid), al costat de diverses escultures del període ibèric, i té el número d'inventari 20418. Es troba una reproducció en bronze en la Plaça Palau de Baena.